# Грейнджвил
Грейнджвил (на английски: Grangeville) е град в окръг Айдахо, щата Айдахо, САЩ. Грейнджвил е с население от 3228 жители (2000) и обща площ от 3,5 km². Намира се на 1036 m надморска височина. ЗИП кодът му е 83530-83531, а телефонният му код е 208.